# 措恩海姆
措恩海姆是德国莱茵兰-普法尔茨州的一个市镇。总面积5.58平方公里，总人口3665人，其中男性1800人，女性1865人（2011年12月31日），人口密度657人/平方公里。